# Vassil Iontchev
Vassil Dimitrov Yontchev (Васил Димитров Йончев en bulgare), né le 22 novembre 1916 à Arbanasi et décédé le 10 mai 1985 à Sofia, est un illustrateur et typographe bulgare.

## Biographie
Yontchev est né le 22 novembre 1916 à Arbanasi.
En 1940, il est diplômé de l’Académie nationale des arts de Sofia dans la classe du professeur Boris Mitov.
Il travaille comme professeur d’art à Plovdiv de 1944 à 1945, et en tant qu’illustrateur chez Народно кооперативно издателство de 1945 à 1954, pour la revue Наша родина de 1954 à 1955, et chez l’éditeur Народна култура de 1955 à 1966.
À partir de 1966, il est professeur agrégé à l’Académie nationale des arts de conception du livre et typographie, et y est professeur de 1971 à 1982. De 1973 à 1978, il est vice-chancelier de l’enseignement et la recherche. En 1983, il obtient un doctorat en Histoire de l'art. Il publie des ouvrages théoriques sur l'art du livre et les polices de caractères:
- 1965 – Les polices de caractères à travers les siècles.
- 1977 – Le livre à travers les siècles.
- 1982 – Les polices de caractères bulgares, anciennes et contemporaines.
- 1982 – L'alphabet de Pliska, le cyrillique et le glagolique, édition posthume.

Vassil Yontchev est décédé le 10 mai 1985 à Sofia.

## Prix
- 1959 – Médaille d'argent à l'Exposition Internationale de l'Art du Livre (IBA), Leipzig.
- 1966 – Prix spécial du concours du Meilleur Livre (pour Les polices de caractères à travers les siècles).
- 1967 – Médaille d'or à l'Exposition internationale du Livre, Moscou  (pour Les polices de caractères à travers les siècles).
- 1968 – Prix International Gutenberg du Maire de la Ville de Leipzig dans le cadre de l'Exposition Internationale de l'Art du Livre (IBA), Leipzig.
- 1971 – Médaille d'or à l'Exposition Internationale de l'Art du Livre (IBA), Leipzig (pour Les polices de caractères à travers les siècles).
- 1977 – Médaille d'or à l'Exposition Internationale de l'Art du Livre (IBA), Leipzig (pour Le Livre à travers les siècles) Prix spécial du meilleur livre du Concours national de design et de typographie.
- 1978 – Prix spécial Nikolay-Rainov dans le domaine de la critique et de l'histoire de l'art de l'Union des artistes plasticiens bulgares (pour Le Livre à travers les siècles).
- 1982 – Médaille d'or à l'Exposition Internationale de l'Art du Livre (IBA), Leipzig (pour Les polices de caractères bulgares, anciennes et contemporaines), Prix spécial Boris Angelushev de l'Union des artistes plasticiens bulgares dans le domaine de l'illustration et de l'art du livre.
- 1983 – Prix spécial de l'Union des artistes plasticiens bulgares pour ses mérites dans le domaine de l'art du livre et de l'illustration.